# Sam et Sally (série télévisée)
Pour les articles homonymes, voir Sam et Sally.
Sam et Sally est une série télévisée franco-italienne en douze épisodes de 52 minutes créée d'après les romans de M.G. Braun, diffusée entre le 20 décembre 1978 et le 20 juin 1980 sur Antenne 2, avec rediffusion dans les années 1980 sur La Cinq, puis sur TMC et Jimmy.
Les lieux de tournage de la série seront répartis entre l'Italie et la France (ainsi que le Venezuela et l'Afrique du Sud dans la saison 2), les rôles principaux majoritairement français et les seconds rôles majoritairement italiens.

## Synopsis
Cette série met en scène Sam et Sally Kramer, un couple d'aventuriers milliardaires vivant à cent à l'heure en parcourant le monde en quête d'aventures les plus folles et se retrouvent souvent à enquêter.

## Distribution
- Georges Descrières : Sam
- Corinne Le Poulain : Sally (1978-1979)
- Nicole Calfan : Sally (1980)
- Katia Tchenko : Elena (saison 1) (guest star)
- André Pousse : M. Maistre (saison 1) (guest star)
- Paola Senatore : Rossana (saison 1) (guest star)
- Venantino Venantini (saison 1)
- Didier Kaminka (saison 1)
- Van Doude (saison 1)
- Cathy Rosier (saison 1)
- Jacques Harden (saison 1)
- Michel Peyrelon : Le commissaire (saison 1)
- Bernard Pinet (saison 2)
- Jean Lescot (saison 2)
- Philippine Leroy-Beaulieu (saison 2)
- Jean-Pierre Coffe (saison 2) : Venanti

De nombreux seconds rôles sont attribués à des acteurs italiens qui sont ensuite doublés.

## Fiche technique
- Réalisateurs : Jean Girault (2 épisodes en 1978), Robert Pouret (2 épisodes en 1978), Nicolas Ribowski (2 épisodes en 1978), Joël Santoni (6 épisodes en 1980)
- Scénario : Jacques Vilfrid
- Musique : Vladimir Cosma
- Producteur : Jacques Nahum

## Épisodes

### Première saison (1978-1979)
1. Le Collier réalisé par Jean Girault : diffusé le 20 décembre 1978
2. La Corne d'antilope réalisé par Robert Pouret : diffusé le 27 décembre 1978
3. Week-end à Deauville réalisé par Nicolas Ribowski : diffusé le 5 janvier 1979
4. Isabelita réalisé par Jean Girault : diffusé le 12 janvier 1979
5. Lili réalisé par Nicolas Ribowski : diffusé le 19 janvier 1979
6. Bedelia réalisé par Robert Pouret : diffusé le 26 janvier 1979

### Deuxième saison (1980)
Tous ces téléfilms sont réalisés par Joël Santoni
1. Monsieur Heredia diffusé le 16 mai 1980
2. La Malle diffusé le 23 mai 1980
3. Les Collectionneurs diffusé le 6 juin 1980
4. La peau du lion diffusé le 13 juin 1980
5. Le Diamant diffusé le 20 juin 1980
6. L'Avion diffusé le  27 juin 1980

## Produits dérivés

### DVD
- Sam et Sally - Saison 1 (26 août 2006) ASIN B000GH2XQ6
- Sam et Sally - Saison 2 (20 octobre 2006) ASIN B000J0ZQ78